# Park Narodowy Freycineta
Park Narodowy Freycineta (ang. Freycinet National Park) znajduje się na wybrzeżu Tasmanii (Australia), 125 km na północny wschód od Hobart. Zajmuje większość powierzchni Półwyspu Freycineta nazwanego tak na cześć francuskiego podróżnika i odkrywcy Louisa de Freycineta oraz w całości wyspę Schouten. Najbliżej Parku położoną miejscowością jest Coles Bay, a najbliższym większym miastem Swansea. Park Freycineta składa się z fragmentów dzikiego, poszarpanego wybrzeża Tasmanii, a w jego obrębie znajduje się Zatoka Wineglass.
Wśród wyjątkowych osobliwości parku wymienia się formacje różowego i czerwonego granitu oraz granitowe szczyty uformowane w linię, które nazwano „Hazards”.
Park Narodowy Freycineta razem z parkiem narodowym Mount Field National Park są najstarszymi parkami narodowymi na Tasmanii, które zostały utworzone w dniu 29 sierpnia 1916 roku na podstawie ustawy Scenery Preservation Act 1915. 